# منتخب مالي الأولمبي لكرة القدم
منتخب مالي الأولمبي لكرة القدم (بالفرنسية: Équipe du Mali olympique de football)‏ هو ممثل مالي الرسمي في المنافسات الدولية في كرة القدم في الألعاب الأولمبية .